# Виноробство в Албанії

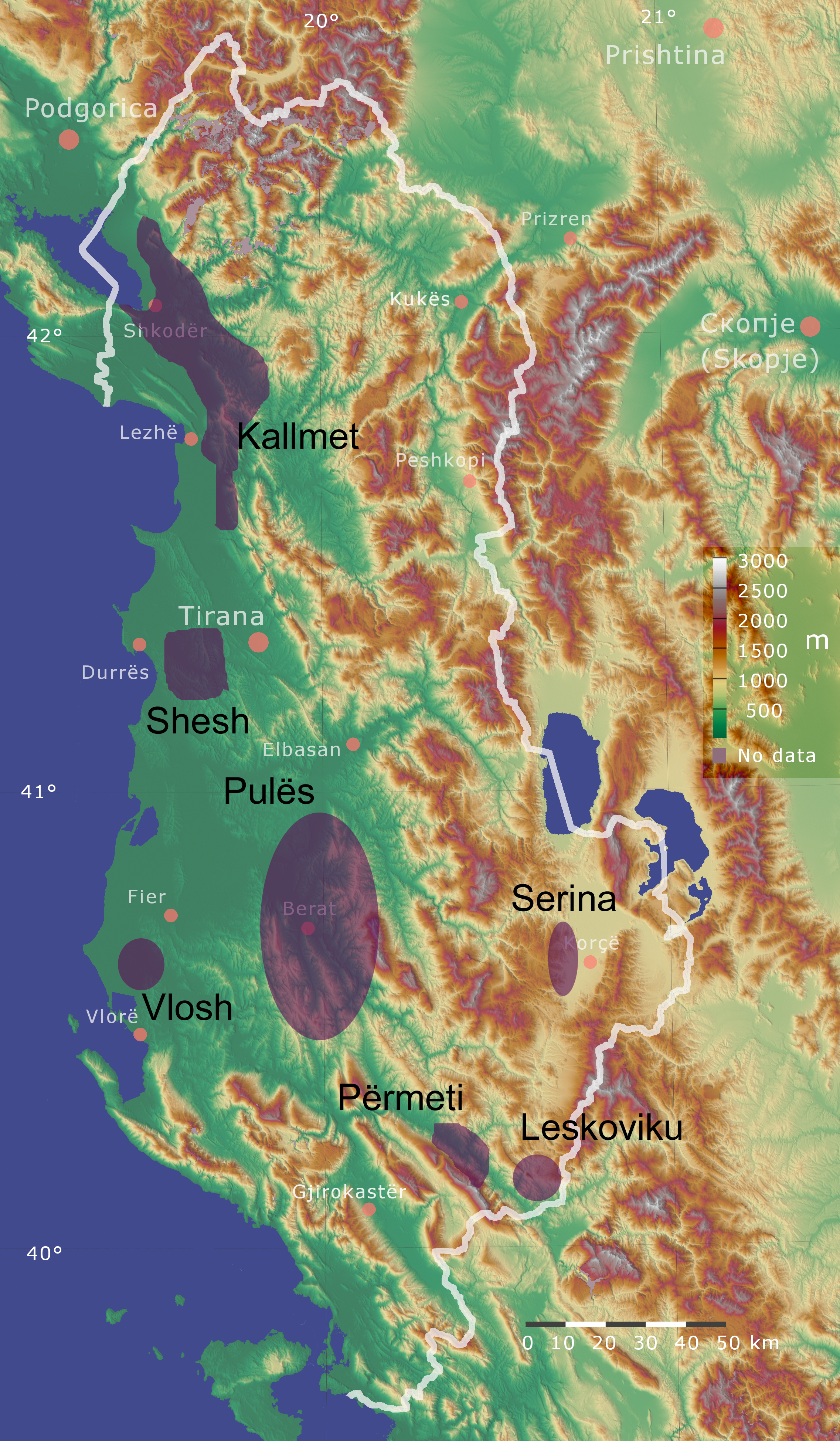
Виноробні регіони Албанії

Виноробство в Албанії (алб. Vera Shqiptare) зосереджено в декількох регіонах країни в середині Середземномор'я. Хронологічно країна належить до виробників вин Старого Світу. 
Албанія — гірська країна Середземномор'я. Омивається Адріатичним (на північному заході) та Іонічним морями (на південному заході). Країна має середземноморський клімат, завдяки чому тут м'які зими, а літо зазвичай спекотне і сухе. Клімат разом із родючими гірськими ґрунтами є гарною запорукою для виноробства.
Албанія виробила близько 17 500 вина у 2009 році. Під час комунізму, площі були збільшені до 20 000 гектарів (49 000 акрів).

## Історія

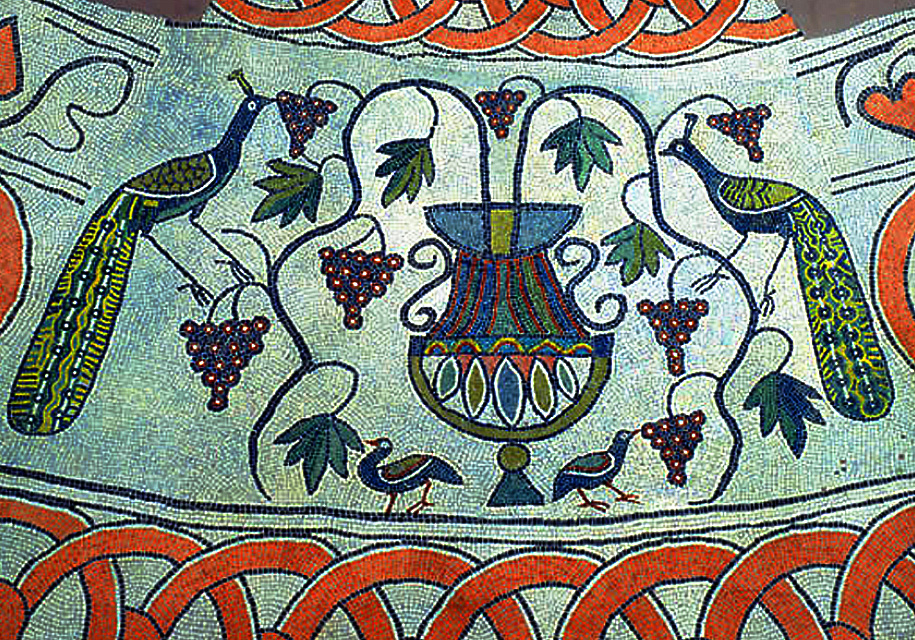
Мозаїка 6-го століття в Бутринті.

Виноробство в Албанії практикувалось у період Бронзової доби з VIII ст. до н. е. Найдавніші зі знайдених насіння в регіоні складає від 4000 до 6000 років.
Разом з Грецією, Албанія має найдовшу безперервну історію виноградарства в Європі. В Іллірії воно існувало за сотні років до експансії Римської імперії на Балканському півострові. Римський письменник Пліній старший охарактеризував Іллірійські вина як дуже солодкі та ароматні.
Під час панування Римської імперії, виробництво вина збільшилось та стало більш організованим процесом. Прикраси на численних релігійних та побутових предметах свідчать про наявність виноробної культури, як, наприклад, у Бутринті. У XV столітті османи заполонили цю територію та протягом цього періоду виноробна галузь переживала занепад, і лишалась головним чином в християнських регіонах.
Після албанської декларації Незалежності, галузь виноградарства стала дуже популярною, але була майже зруйнована філоксерою в кінці XIX сторіччя. Наприкінці Другої світової війни культивувалося близько 2500 гектарів виноградників. Найбільш важливими виноробними регіонами стала територія близько Дурреса, де виноград культивувався комуністичними державними підприємствами. У той час у країні приблизно такі ж посівні площі були зайняті тютюном. Більші насадження належали оливковим та фруктовим деревам.
Вино було експортоване насамперед до Німеччини. Найбільш поширеними є сорти винограду, такі як Мерло, Каберне Совіньйон, Піно Нуар, Санджовезе і Рислінг.[джерело?]
Виробництво вина збільшилось у період Комуністичній Албанії. Виноробні заводи пережили перехід до ринкової економіки в хорошому стані. Виноградники й виробництво вина неухильно зростає в останні роки після інституту демократії та епохи капіталізму.

## Виробництво
| 1950                     | 1960   | 1970   | 1980   | 1990   | 2007   | 2009    | 2015    |
| ------------------------ | ------ | ------ | ------ | ------ | ------ | ------- | ------- |
| Площа виноградників (га) | 2 430  | 8 545  | 11 020 | 16 719 | 17 621 | 9 103   | 9 806   |
| Виробництва (тонн)       | 21 400 | 22 300 | 64 500 | 66 200 | 91 000 | 146 500 | 162 800 |

## Виноробні регіони

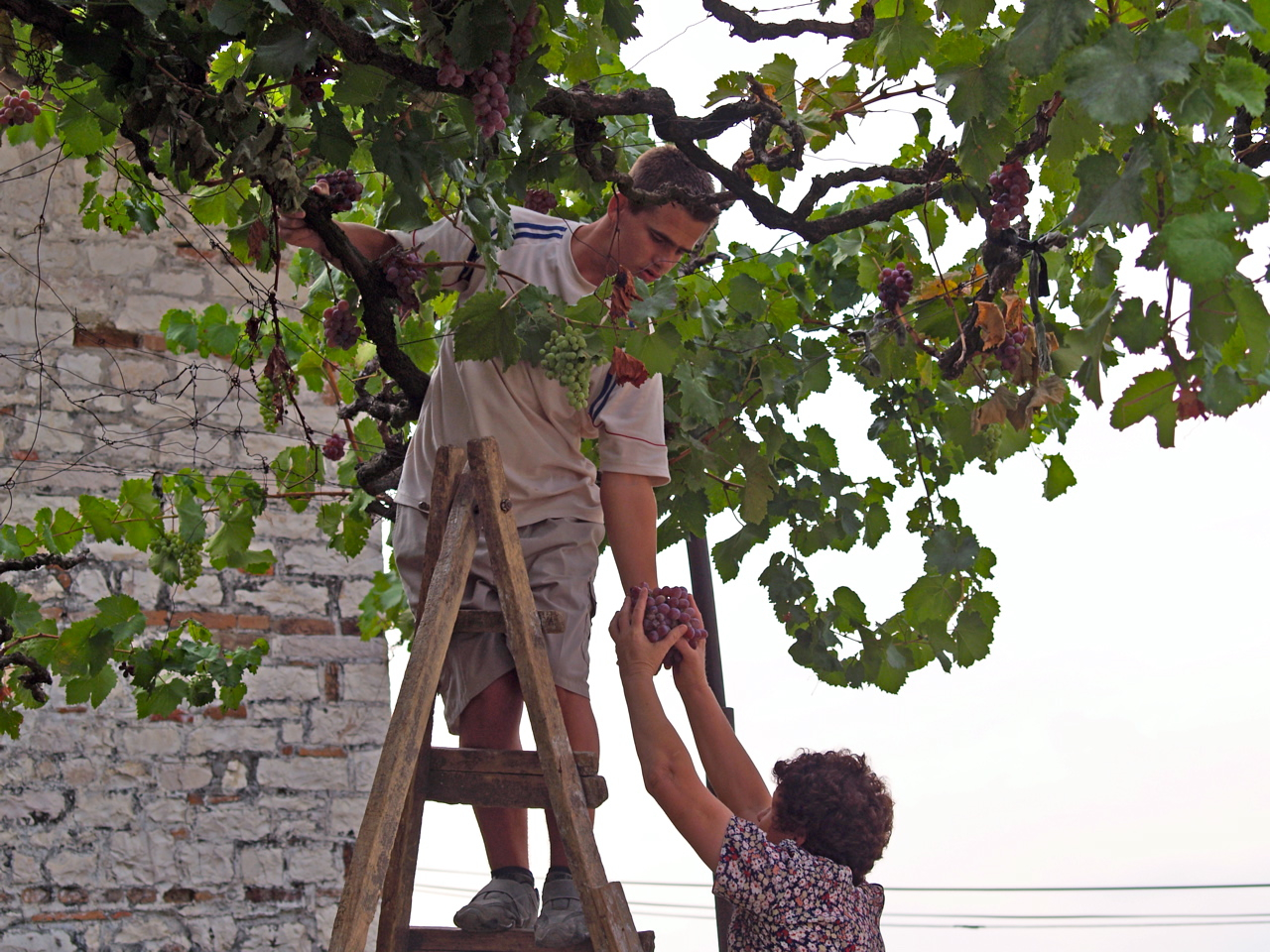
Збір винограду в Бераті

Ґрунти зазвичай є глиняні та кремнезійні різної глибини та впливу.
Албанія може бути розділена на чотири виноробні регіони, згідно з їх висотою. Найвищі виноградники розташовані на висоті 1000—1300 метрів на схилах Албанських Альп на півночі та горами Піндус на півдні.
- Прибережні рівнини (Західна низовина) висота до 300 метрів.
- Центральна гірська область висотою від 300 до 600 м.
- Східний регіон передгір'я між 600 і 800 м.
- Гори (високогір'я) 1000—1300 м.

Ґрунти зазвичай є глини кремнезему різної глибини та впливу.

## Автохтонні сорта винограду

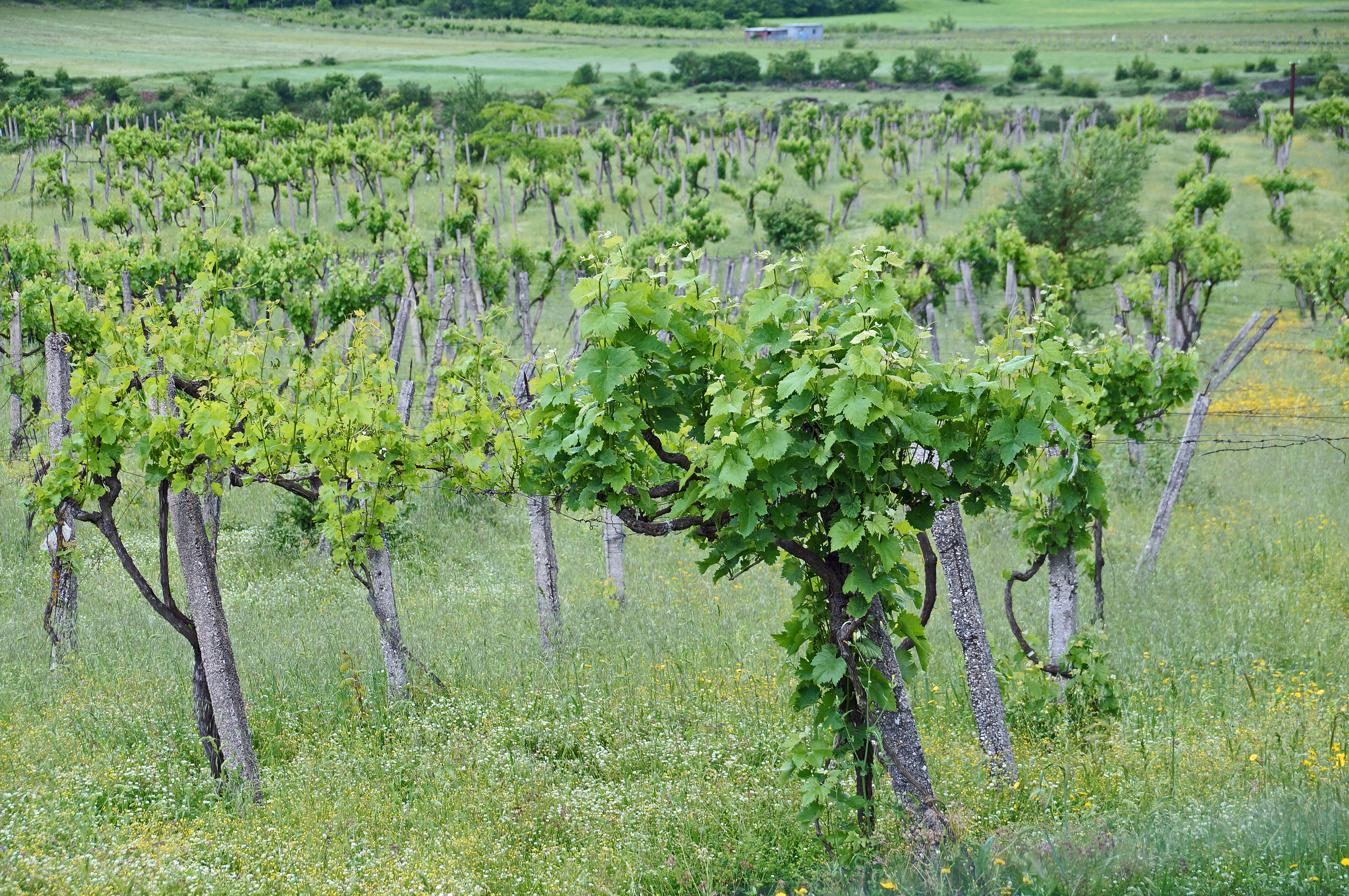
Виноградник Албанії

Головними автохтонними сортами винограду є: Shesh (чорний і білий), Kallmet, Vlosh, Serinë, Pulës, Cërujë, Mereshnik, Debin (чорний і білий), Kryqës, Mjaltëz, Manakuq, Kotekë, Вранац, Stambolleshë, Babasan, Tajgë (червоний та білий) і т. д.

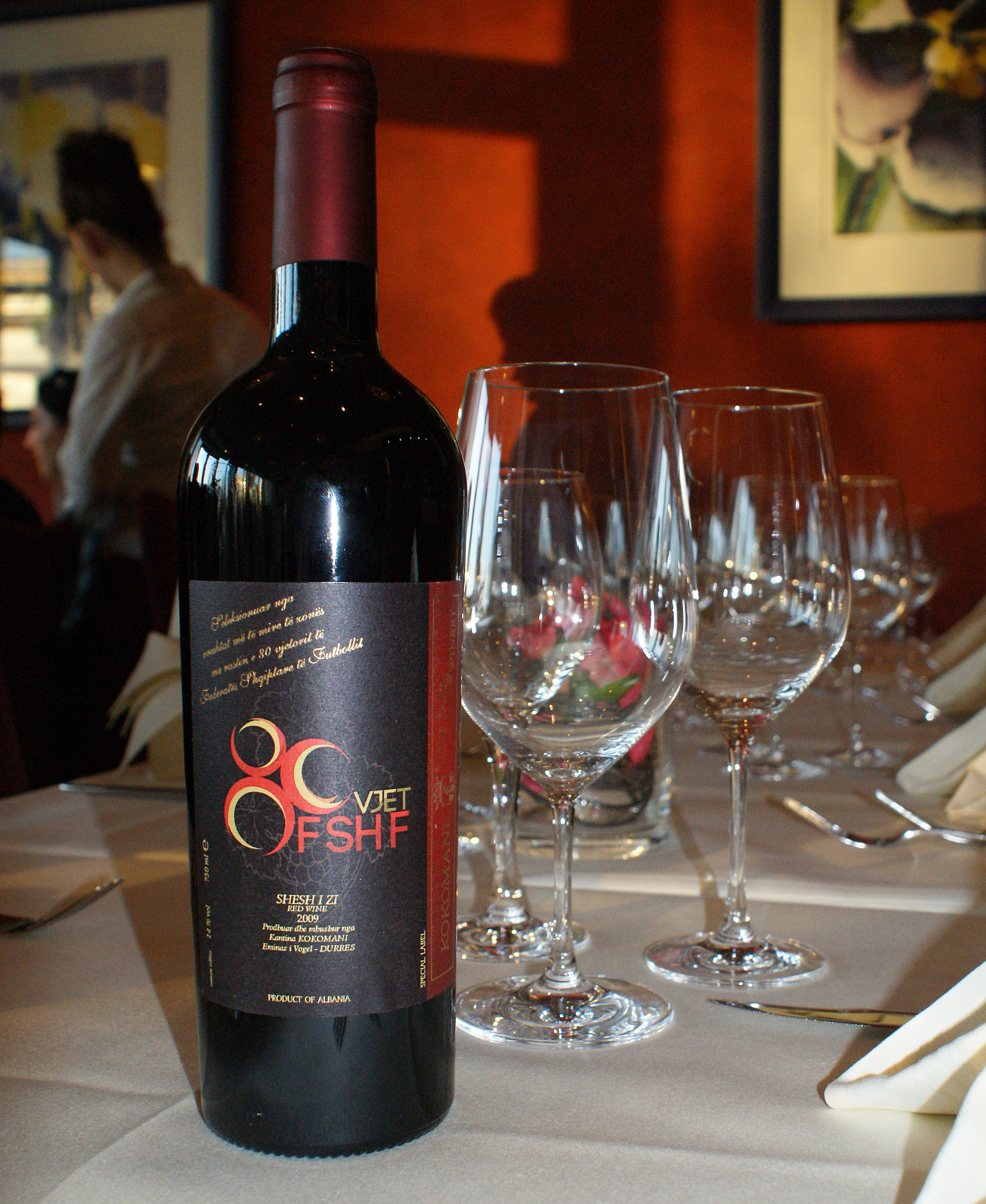
Пляшка Шеш та зв

## Виноробні заводи
Одними з найпопулярніших винних заводів Албанії є: Medaur, Kallmeti, Skenderbeu, Çobo, Luani, Bardha, Arbëri, Sara, Vintage, Kardinal, Zika, Belba, Nurellari, Balaj, Koto, Vila Duka, Vila Shehi, та Kokomani.

### Виноски
1. ↑  Ministry of Environment of Albania. Albania’s Second National Communication to the Conference of Parties under the United Nations Framework Convention on Climate Change (PDF). unfccc.int (English) . Tirana. с. 28. Архів оригіналу (PDF) за 11 квітня 2019. Процитовано 29 січня 2018.
2. ↑  Wine production (tons). Food and Agriculture Organization. с. 28. Архів оригіналу за 20 травня 2011. Процитовано 18 квітня 2011.
3. ↑  Matt Jensen (5 січня 2018). 2018’s Tour to the Albanian Wine and Uka Farm: Albanian Wine History. Nippy Wine. Архів оригіналу за 6 січня 2018. Процитовано 29 січня 2018.
4. ↑  Tom Stevenson (2011). The Sotheby's Wine Encyclopedia. Dorling Kindersley. ISBN 978-1-4053-5979-5. Архів оригіналу за 29 серпня 2017. Процитовано 29 січня 2018.
5. ↑  PATTI MORROW (5 січня 2017). Why Albania Is A Great Destination For Wine Drinkers. epicureandculture.com (English) . Архів оригіналу за 10 жовтня 2021. Процитовано 29 січня 2018.
6. ↑  The Oxford Companion to Wine (English)  (вид. Julia Harding, Jancis Robinson). Oxford University Press, 2015. ISBN 9780198705383. Архів оригіналу за 9 липня 2018. Процитовано 29 січня 2018.
7. ↑  The Sotheby’s Wine Encyclopedia (English)  (вид. Tom Stevenson). London: Dorling Kindersley. 2005. ISBN 0-7566-1324-8.
8. ↑  Albania - The Ancient Illyrians. thoughtco.com (English) . Архів оригіналу за 22 грудня 2017. Процитовано 29 січня 2018.
9. ↑  Hybrid Deities in South Dalmatia (PDF). bollettinodiarcheologiaonline.beniculturali.it (English) . с. 7. Архів оригіналу (PDF) за 28 травня 2016. Процитовано 29 січня 2018.
10. ↑  The Laws of Fermentation and the Wines of the Ancients. Bronson Press. с. 41. Архів оригіналу за 12 липня 2020. Процитовано 10 квітня 2011.
11. ↑  Oliver Gilkes and Valbona Hysa. In the Shadow of Butrint (PDF). penn.museum (English) . с. 3. Архів оригіналу (PDF) за 8 вересня 2015. Процитовано 29 січня 2018.